# Du er fuld af løgn
"Du er fuld af løgn" ("Tu estás cheio de mentiras") foi a canção que representou a Dinamarca no Festival Eurovisão da Canção 1986, interpretada em  dinamarquês pela banda Trax (formada por Lise Haavik e John Hatting. A canção tinha letra e música de John Hatting e foi orquestrada por Egil Monn-Iversen.
A canção foi a 18.ª a ser interpretada na noite do festival, a seguir à canção sueca "E' de' det här du kallar kärlek?", interpretada por Lasse Holm e Monica Törnell e antes da canção finlandesa, "Never the end"interpretada por Kari Kuivalainen. A canção dinamarquesa terminou em sexto lugar, tendo recebido 77 pontos. 
A canção é cantada da perspetiva de uma mulher que diz ao seu amante que sabe que ele está atráido por ela tal como está por ele. Ela dia que ele ao dizer que eles são "apenas amigos" é uma mentira e pede-lhe quatro dias a ele antes de ela dizer se muda ou não o seu pensamento em 24 horas. 